# Wabe

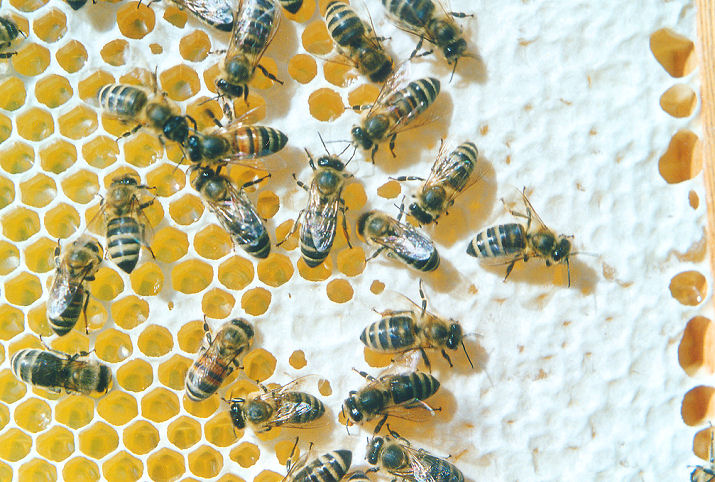
Bienenwabe

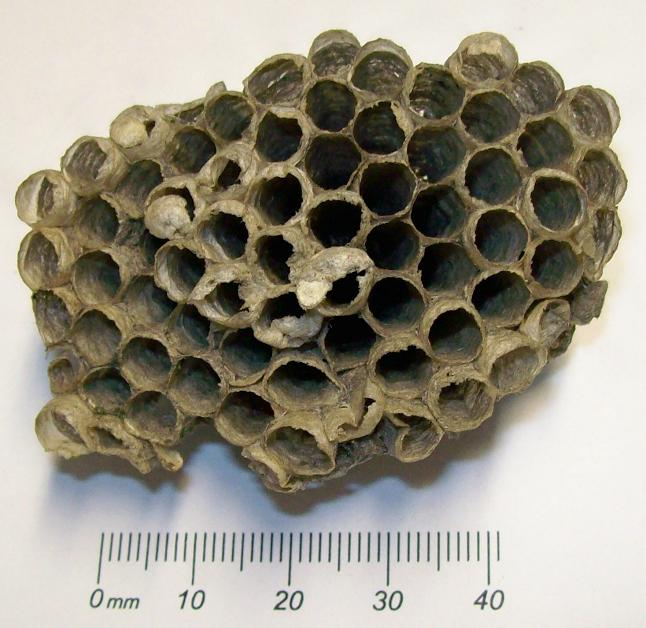
Waben eines Wespennestes

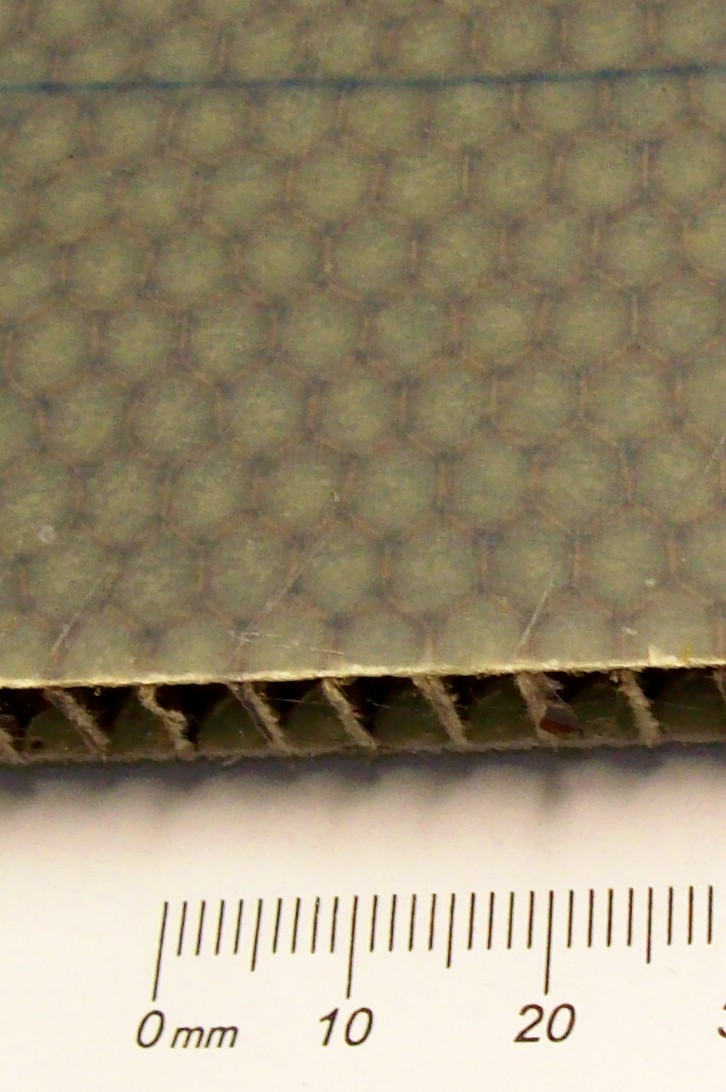
honeycomb-
Panel (Flugzeugbau)

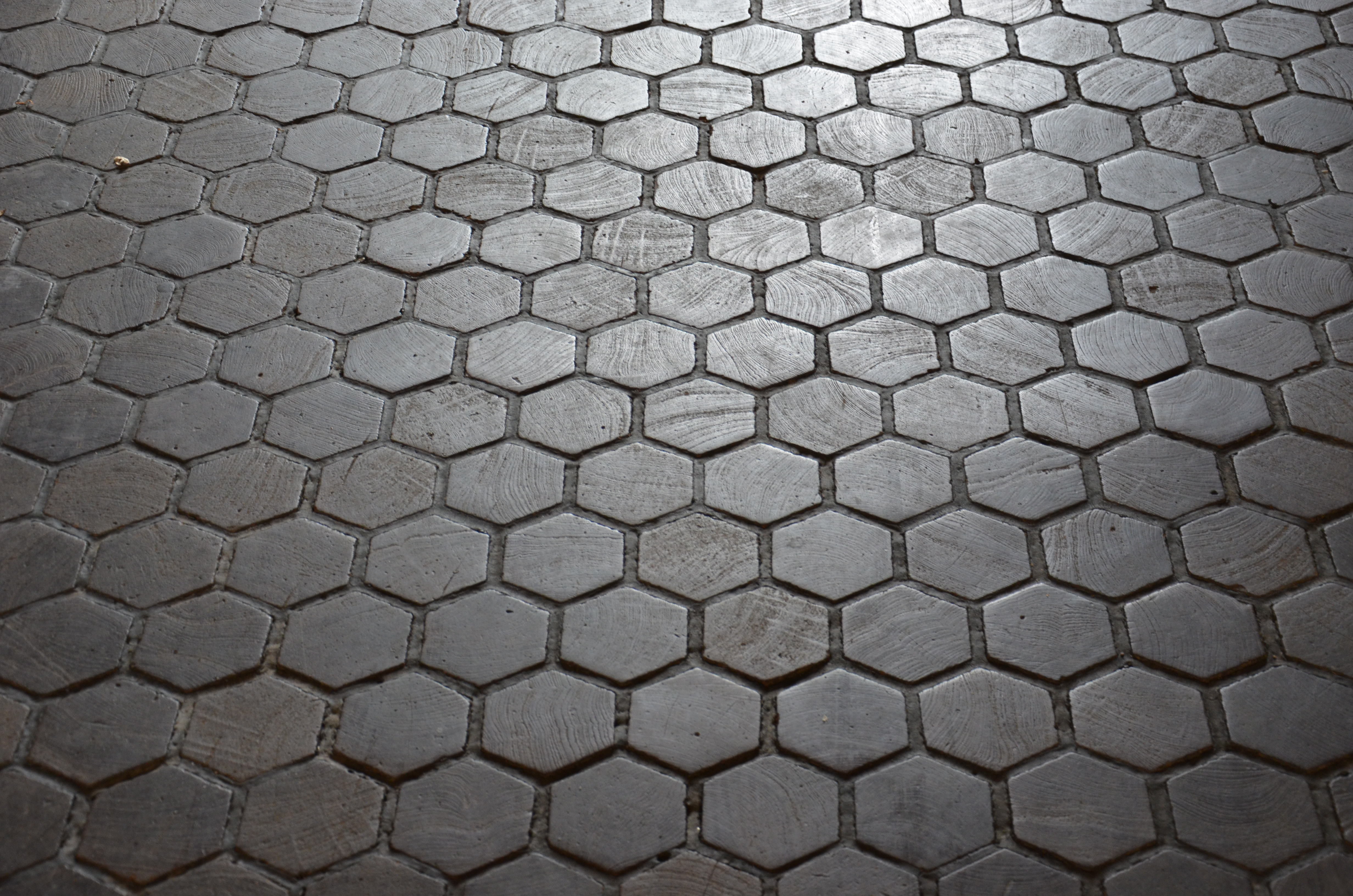
Hirnholzboden

Eine Wabe ist eine Zelle eines Musters aus flächig angeordneten sechseckigen Hohlräumen. Im engeren Sinne versteht man darunter von Honigbienen aus Wachs geformte Teile ihres Nests, die zur Aufzucht der Brut und zur Nahrungsspeicherung (Honig und Pollen) dienen – siehe Bienenwabe.
Auch Hummeln bauen Waben, diese sind jedoch nicht derart regelmäßig aufgebaut wie diejenigen der Bienen. Echte Wespen verkleben Fasern aus verwittertem Holz zu einer Art Papier – sie werden daher auch „Papierwespen“ genannt –; auch diese Konstruktionen bezeichnet man als Waben.
In der Natur begegnet die Struktur etwa in den Salzpolygonen getrockneter Salzseen.

## Einsatzgebiete
Von allen möglichen lückenlos anreihbaren Zellformen haben sechseckige das beste Verhältnis von Wandmaterial zu Volumen, sie stellen diesbezüglich eine optimale Form dar. Aus diesem Grund werden sechseckige Formen auch in der Technik eingesetzt, etwa um Leichtbau-Konstruktionen zu stabilisieren (sparsamste Verteilung der verstärkten Stellen), zum Beispiel bei strukturierten Blechen.
Eine Sandwichplatte mit Wabenkern besitzt zwischen den planen Außenflächen einen wabenförmigen Stützkern, beispielsweise aus Aramid-Papier oder anderen Kunststoffen (zum Beispiel Polypropylen). Die in hochkanter Wabenform als Kernmaterial bei Verbundwerkstoffen, aber auch Kartonagen eingesetzten Strukturen dienen dem Leichtbau (zum Beispiel Flugzeugbau) oder auch der Wärmeisolation.
Einsatzgebiete für offene Wabenstrukturen sind
- Katalysatoren, bei denen Fluide in guten, großflächigen Kontakt mit der teuren Katalysatoroberfläche zu bringen sind
- Wärmetauscher (Rotationswärmeübertrager und zur Vergrößerung der Oberfläche bei Kühlregistern, Wasserkühlern und Heizkörpern)
- Leuchten-Vorsätze; sie dienen hier der gerichteten Lichtabstrahlung
- Spiegel
- Hirnholzboden

Weitere Einsatzgebiete der Wabenstruktur sind
- Mobilfunktechnik, als Funkzellen
- Tarifzonen im Öffentlichen Personennahverkehr
- Verformungstechnik bei Bruchmustern
- Vortragstechnik, zur Erstellung planarer Zusammenhänge